# Yaqara River
Yaqara River är ett vattendrag i Fiji.   Det ligger i divisionen Västra divisionen, i den norra delen av landet, 90 km nordväst om huvudstaden Suva. Yaqara River ligger på ön Viti Levu.